# Liam Cosgrave
Pour les articles homonymes, voir Cosgrave.
William Michael Cosgrave dit Liam Cosgrave (en irlandais : Liam Mac Cosgair), né le 13 avril 1920 à Dublin (Royaume-Uni de Grande-Bretagne et d'Irlande) et mort le 4 octobre 2017 à Dún Laoghaire (Comté de Dún Laoghaire-Rathdown), est un homme d'État irlandais, membre du Fine Gael, et le fils de l'homme politique irlandais William T. Cosgrave.
Il est le 9e Premier ministre d'Irlande de 1973 à 1977.